# وشتایم
وشتایم (به آلمانی: Westheim) یک شهر در آلمان است که در وایسنبورگ-گونتسنهاوزن واقع شده‌است. وشتایم ۱٬۱۹۴ نفر جمعیت دارد.